# Schwalmartige
Die Schwalmartigen (Caprimulgiformes) sind eine Ordnung der Vögel. Die nach früheren Einteilungen vier oder fünf Familien umfassende Ordnung beinhaltet nach neuerer wissenschaftlicher Auffassung nur noch die Familie der Nachtschwalben (Caprimulgidae). Schwalmartige sind dämmerungs- und nachtaktiv, ihr Federkleid ist weich und von einer camouflageartigen, braunen oder grauen Farbe. Sie ernähren sich hauptsächlich von Insekten, die sie mit ihrem breiten Schnabel fangen.

## Systematik
Die Schwalmartigen wurden bis Ende der 2010er-Jahre in vier Familien mit etwa 90 Arten unterteilt: Fettschwalme (Steatornithidae), Eulenschwalme (Podargidae), Tagschläfer (Nyctibiidae) und Nachtschwalben (Caprimulgidae). Eine fünfte Familie, die ehemals zu den Schwalmartigen gezählten Höhlenschwalme (Aegothelidae), wird heute in die Ordnung der Seglervögel (Apodiformes) gestellt, da die Schwalmartigen durch sie paraphyletisch geworden wären.
Aktuellere Untersuchungen an mitochondrialer DNA zeigten jedoch, dass bei den Schwalmartigen auch nach Herausnahme der Höhlenschwalme noch immer eine Paraphylie vorlag. Die bisher in der Ordnung versammelten Familien weisen allesamt ein hohes evolutionäres Alter auf, wie es sonst meist nur zwischen anderen Ordnungen vorkommt. Basierend hierauf wurden die Fettschwalme, Tagschläfer und Eulenschwalme aus der Ordnung herausgelöst, die seitdem monotypisch ist und lediglich noch die Familie der Nachtschwalben umfasst.
Die verwandtschaftlichen Beziehungen der Familien der Schwalmartigen und ihre Paraphylie in Bezug auf die Seglervögel (Apodiformes) werden in folgendem Kladogramm deutlich.
|  | Fettschwalme (Steatornithidae) |
|  |                                |
|  | Tagschläfer (Nyctibiidae)      |
|  |                                |

|  | Eulenschwalme (Podargidae)                                                                  |
|  |                                                                                             |
|  | \| \| Höhlenschwalme (Aegothelidae) \| \| \| \| \| \| Seglervögel (Apodiformes) \| \| \| \| |
|  |                                                                                             |
|  | Höhlenschwalme (Aegothelidae)                                                               |
|  |                                                                                             |
|  | Seglervögel (Apodiformes)                                                                   |
|  |                                                                                             |

|  | Höhlenschwalme (Aegothelidae) |
|  |                               |
|  | Seglervögel (Apodiformes)     |
|  |                               |

|  | Fettschwalme (Steatornithidae) |
|  |                                |
|  | Tagschläfer (Nyctibiidae)      |
|  |                                |

|  | Eulenschwalme (Podargidae)                                                                  |
|  |                                                                                             |
|  | \| \| Höhlenschwalme (Aegothelidae) \| \| \| \| \| \| Seglervögel (Apodiformes) \| \| \| \| |
|  |                                                                                             |
|  | Höhlenschwalme (Aegothelidae)                                                               |
|  |                                                                                             |
|  | Seglervögel (Apodiformes)                                                                   |
|  |                                                                                             |

|  | Höhlenschwalme (Aegothelidae) |
|  |                               |
|  | Seglervögel (Apodiformes)     |
|  |                               |

|  | Fettschwalme (Steatornithidae) |
|  |                                |
|  | Tagschläfer (Nyctibiidae)      |
|  |                                |

|  | Eulenschwalme (Podargidae)                                                                  |
|  |                                                                                             |
|  | \| \| Höhlenschwalme (Aegothelidae) \| \| \| \| \| \| Seglervögel (Apodiformes) \| \| \| \| |
|  |                                                                                             |
|  | Höhlenschwalme (Aegothelidae)                                                               |
|  |                                                                                             |
|  | Seglervögel (Apodiformes)                                                                   |
|  |                                                                                             |

|  | Höhlenschwalme (Aegothelidae) |
|  |                               |
|  | Seglervögel (Apodiformes)     |
|  |                               |

|  | Fettschwalme (Steatornithidae) |
|  |                                |
|  | Tagschläfer (Nyctibiidae)      |
|  |                                |

|  | Eulenschwalme (Podargidae)                                                                  |
|  |                                                                                             |
|  | \| \| Höhlenschwalme (Aegothelidae) \| \| \| \| \| \| Seglervögel (Apodiformes) \| \| \| \| |
|  |                                                                                             |
|  | Höhlenschwalme (Aegothelidae)                                                               |
|  |                                                                                             |
|  | Seglervögel (Apodiformes)                                                                   |
|  |                                                                                             |

|  | Höhlenschwalme (Aegothelidae) |
|  |                               |
|  | Seglervögel (Apodiformes)     |
|  |                               |